# Monuments nationaux de Gradačac
Cet article recense les monuments nationaux situés sur le territoire de la municipalité de Gradačac en Bosnie-Herzégovine et dans la fédération de Bosnie-et-Herzégovine. La liste établie par la Commission pour la protection des monuments nationaux compte 5 monuments nationaux inscrits sur la liste principale et 2 monuments inscrits sur une liste provisoire.

## Monuments nationaux
| Monument                      | Localité | Géolocalisation | Datation             | Commentaire éventuel                         | Photo |
| ----------------------------- | -------- | --------------- | -------------------- | -------------------------------------------- | ----- |
| Mosquée Bukva                 | Gradačac |                 | XIXe-XXe siècles     | Cour intérieure (harem)                      |       |
| Mosquée de Reuf-bey           | Gradačac |                 | 1878-1893            | Cour intérieure (harem)                      |       |
| Église Saint-Élie de Gradačac | Gradačac |                 | ?                    |                                              |       |
| Mosquée de Husein Gradaščević | Gradačac |                 | Début du XIXe siècle |                                              |       |
| Forteresse de Gradačac        | Gradačac |                 | Période ottomane     | Avec la tour du capitaine Husein Gradaščević |       |

## Liste provisoire
| Monument               | Localité | Géolocalisation | Datation | Commentaire éventuel                                                          | Photo |
| ---------------------- | -------- | --------------- | -------- | ----------------------------------------------------------------------------- | ----- |
| Médersa de Fadil-pacha | Gradačac |                 |          | Médersa                                                                       |       |
| Maison Gradašćević     | Gradačac |                 |          | Maison natale de Husein-kapetan Gradaščević, aujourd'hui transformée en musée |       |